# 扬·恰普科维奇
扬·恰普科维奇（1948年1月11日—），斯洛伐克男子足球运动员，司职前锋。他曾代表捷克斯洛伐克国家队参加1970年国际足联世界杯，结果队伍止步小组赛阶段。

## 家庭
孪生兄弟约瑟夫·恰普科维奇。